# Конде, Нассира
Нассира Конде (фр. Nassira Konde, родилась 30 июля 1999 года) — французская регбистка, выступающая на позиции центра за клуб «Бобиньи 93» и за сборную Франции.

## Биография
Младший ребёнок в семье: есть двое братьев и старшая сестра. Регби начала заниматься в колледже, участвовала в соревнованиях Национального союза школьного спорта. Играла за команду «Терр де Франс» (Трамбле-ан-Франс), с 2017 года стала игроком «Бобиньи 93». В 2016 году в составе сборной Франции выиграла чемпионат Европы среди девушек не старше 18 лет.
В 2019 году заключила контракт с Французской федерацией регби о выступлениях за женскую сборную Франции. В 2020 году попала в заявку сборной Франции на розыгрыш Кубка шести наций.
В 2021 году Давид Курте включил Нассиру в заявку сборной Франции на Олимпиаду в Токио на правах 13-го игрока: она заменила получившую травму Жоану Грисе. Сборная Франции на Играх завоевала серебряные медали, однако Конде не сыграла там ни одного матча, в результате чего не получила олимпийскую медаль.
Вне регби увлекается хип-хопом и теннисом.

## Государственные награды
- Кавалер ордена «За заслуги» (8 сентября 2021 года)[8]